# Доместики

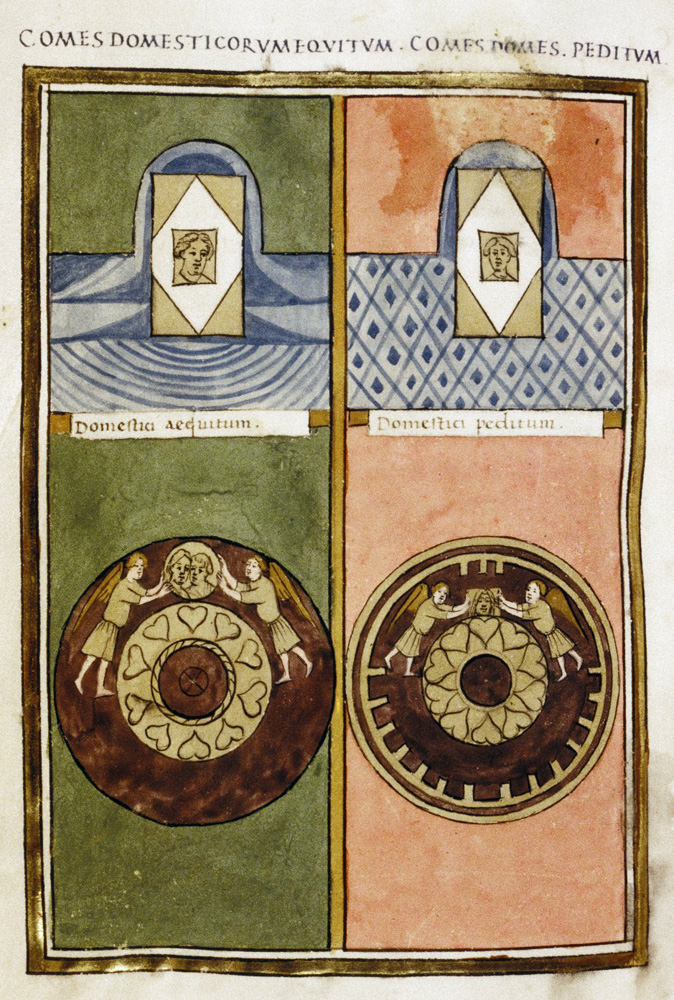
Инсигнии двух комитов доместиков (Notitia Dignitatum).

Доместики (лат. domestici, дословно — «домашние») — охранная стража (лейб-гвардии — domestici et protectores) древнеримских императоров.

## История
Доместики организованы в период правления Константина I Великого, и вместе с протекторами и схолами (дворцовое войско) заменили преторианцев.
В доместики обычно выбирались выслужившиеся центурионы. Начальствовал над ими примицерий, или комит, у которого было звание (титул) «сиятельный муж» (vir illustris). Существовало два командира доместиков, а именно — начальник конницы (Комит доместиков эквитум — Comes domesticorum Equitum) и начальник пехоты (Комит доместиков педитум — Comes domesticorum Peditum). Юстиниан I довел число доместиков до 5 000 человек личного состава. Доместики (обычно один) были у всех командиров, начиная с трибуна.